# Julian Baas
Julian Baas (Dordrecht, 16 april 2002) is een Nederlands voetballer die doorgaans als middenvelder speelt. Hij verruilde Excelsior Rotterdam in de zomer van 2024 voor Sparta Rotterdam.

## Carrière

### Excelsior
Julian Baas speelde in de jeugd van SV Oranje Wit, FC Dordrecht, weer SV Oranje Wit en Excelsior. In 2020 maakte hij de overstap naar het eerste elftal van Excelsior. Hij maakte zijn debuut in de Eerste divisie op 29 augustus 2020 in de met 1-6 gewonnen uitwedstrijd tegen Jong PSV. Hij kwam in de 82'ste minuut in het veld voor Luigi Bruins en gaf in de 89'ste minuut de assist op de 1-6. Op 16 oktober scoorde hij tegen MVV Maastricht zijn eerste doelpunt voor de club. Hij kwam tot 34 wedstrijden in zijn eerste profseizoen en was daarin goed voor drie goals en één assist.
In zijn tweede seizoen eindigde hij vijfde met Excelsior, waarmee het zich plaatste voor de play-offs om promotie naar de Eredivisie. Daarin was hij goed voor vier assists in zes wedstrijden, waaronder de 4-4 van Redouan El Yaakoubi in de blessuretijd van de finale tegen ADO Den Haag, waarna de wedstrijd met strafschoppen beslist moest worden. Daarin scoorde Baas als tweede de penalty en duurde het uiteindelijk achttien penalty's tot ADO miste en Excelsior promoveerde. Daarin had Baas met drie goals en twaalf assists in 45 wedstrijden een aanzienlijk aandeel.
Op 6 augustus 2022 maakte Baas zijn debuut in de Eredivisie met een goal in een 0-2 overwinning op SC Cambuur. Hij miste dat seizoen slechts één competitiewedstrijd en hielp Excelsior aan de vijftiende plek, wat handhaving opleverde. In het seizoen 2024/25 was Baas in drie bekerwedstrijden, bij afwezigheid van vaste aanvoerder Stijn van Gassel, captain van Excelsior. De ploeg eindigde dat seizoen zestiende, waardoor het moest deelnemen aan de play-offs. Daarin won het over twee wedstrijden met 9-2 van ADO Den Haag, met onder meer een goal van Baas. In de finale was een 6-2 nederlaag en een 4-1 overwinning echter niet genoeg voor handhaving. In totaal speelde Baas 154 wedstrijden voor Excelsior, waarin hij goed was voor dertien goals en twintig assists.

### Sparta Rotterdam
In de zomer van 2024 maakte Baas transfervrij de overstap naar stadsgenoot Sparta Rotterdam, waar hij een contract tekende voor drie seizoenen. Op 17 augustus maakte hij tegen FC Twente zijn debuut voor Sparta. Op 22 december was hij tegen Ajax voor het eerst aanvoerder van Sparta. Hoewel hij in dertien van de 20 wedstrijden meedeed, mocht hij in de winterstop toch tijdelijk vertrekken.

### Eintracht Braunschweig
Sparta Rotterdam verhuurde Baas in de winter van 2025 voor de rest van het seizoen aan Eintracht Braunschweig, dat uitkwam in de 2. Bundesliga. Op 1 februari maakte hij tegen FC Köln zijn debuut voor Eintracht Braunschweig. Op 11 april scoorde hij tegen Hamburger SV zijn eerste treffer voor de club in een 4-2 overwinning. Hij miste in Duitsland slechts één wedstrijd en was voornamelijk basisspeler. Aan het einde van het seizoen keerde hij terug bij Sparta.

## Clubstatistieken
| Seizoen        | Club                 | Competitie     | Competitie | Competitie | Beker | Beker | Overige | Overige | Totaal | Totaal |
| Seizoen        | Club                 | Competitie     | Wed.       | Dlp.       | Wed.  | Dlp.  | Wed.    | Dlp.    | Wed.   | Dlp.   |
| -------------- | -------------------- | -------------- | ---------- | ---------- | ----- | ----- | ------- | ------- | ------ | ------ |
| 2020/21        | Excelsior            | Eerste divisie | 31         | 3          | 3     | 0     | –       | –       | 34     | 3      |
| 2021/22        | Excelsior            | Eerste divisie | 37         | 2          | 2     | 1     | 6       | 0       | 45     | 3      |
| 2022/23        | Excelsior            | Eredivisie     | 33         | 3          | 2     | 0     | –       | –       | 35     | 3      |
| 2023/24        | Excelsior            | Eredivisie     | 33         | 2          | 3     | 1     | 4       | 1       | 40     | 4      |
| 2024/25        | Sparta Rotterdam     | Eredivisie     | 13         | 0          | 2     | 0     | –       | –       | 15     | 0      |
| 2024/25        | → Eint. Braunschweig | 2. Bundesliga  | 14         | 1          | 0     | 0     | –       | –       | 14     | 1      |
| 2025/26        | Sparta Rotterdam     | Eredivisie     | 0          | 0          | 0     | 0     | 0       | 0       | 0      | 0      |
| Carrièretotaal | Carrièretotaal       | Carrièretotaal | 134        | 10         | 10    | 2     | 10      | 1       | 154    | 13     |

Bijgewerkt t/m 11 augustus 2025.